# Surena
Surena (84. – 52. pr. Kr.) je iranski vojskovođa iz partske dinastije Arsakida u vrijeme vladavine kralja Oroda II.
Plutarh opisuje Surenu kao „ekstremno naočitog čovjeka koji je prema mnogočemu prvi iza kralja, dok se nijedan Part ne može mjeriti s njim u pogledu hrabrosti i sposobnosti“. Riječ Suren na avestičkom jeziku znači „snažan“. Godine 54. pr. Kr. Surena je vodio Orodove trupe u bitku za grad Seleukiju. Poslije pobjede Surena je postao glavnim kandidatom za nasljednika prijestolja (Orod je prethodno smijenio Mithridata III.). Godinu dana poslije, Rimljani na čelu s Markom Krasom prešli su zapadne granice Partskog Carstva s ciljem teritorijale ekspanzije. Orod je potom poslao svoju tešku konjicu pod zapovjedništvom Surene da im se suprotstavi. Dvije vojske susrele su se u bitci kod Harana (u današnjoj Turskoj), gdje se partska vojna oprema pokazala superiornijom od rimske i omogućila pobjedu nad brojčano nadmoćnijim Rimljanima. Vojni uspjeh Parta bio je sramotan za Rimljane koji su pretrpjeli gubitke od 20.000 mrtvih i 10.000 zarobljenih, te je uzrokovao veliko samopouzdanje kod istočnih naroda koji su se suprotstavljali rimskoj hegemoniji. Zbog straha i ljubomore na uspjeh generala Surene protiv rimske vojske, partski kralj Orod II. dao ga je pogubiti. Pretpostavlja se kako je Suren inspiracija legende iz iranske mitologije o heroju Rustamu.

## Poveznice
- Bitka kod Harana
- Marko Licinije Kras
- Partsko Carstvo
- Rimska Republika

## Vanjske poveznice
- Iran Chamber: General Surena - heroj bitke kod Harana
- Surena (Livius.org)

Ostali projekti
|  | Zajednički poslužitelj ima još gradiva o temi Surena |